# Umberto Bernasconi
Umberto Bernasconi Galvart (Montevideo, 17 dicembre 1910 – ...) è stato un cestista uruguaiano.

## Carriera
Con l'Uruguay ha disputato le Olimpiadi del 1936, classificandosi al 6º posto.
Ha inoltre vinto la medaglia d'oro al Campionato sudamericano del 1932, oltre all'argento nell'edizione 1939 e il bronzo nel 1935 e nel 1938.